# Kaniaszir
Kaniaszir – wieś w Armenii, w prowincji Aragacotn. W 2011 roku liczyła 292 mieszkańców.